# Goldach (Saint-Gall)
Goldach est une commune suisse du canton de Saint-Gall, située dans la circonscription électorale de Rorschach.

Photo aérienne prise à 600 m par Walter Mittelholzer (1927)

## Culture et patrimoine

### Héraldique
| Blason | Blasonnement : D'azur à deux fasces ondées d'or. |

### Personnalités
Michael Gier (1967-), champion olympique d'aviron.